# Chiloé Productions
Pour les articles homonymes, voir Chiloé.
 (septembre 2012).
Chiloé Productions  a été créée en 2003 par Erik Orsenna, écrivain, et Joël Calmettes, réalisateur, pour proposer des programmes télévisuels de qualité.  

## Productions
Parmi les productions documentaires de Chiloé Productions ces dernières années : 
- La dette (1974-2015), Chronique d'une gangrène France 5 Joël Calmettes ;

- Gilles Lapouge, le colporteur de songes, Joël Calmettes ;
- Camus, Sartre : une amitié déchirée  France 5 / Joël Calmettes) ;
- Vivre avec Camus (Arte / Joël Calmettes ;
- Gérard Garouste, retour aux sources (France 5 / Joël Calmettes) ;
- Un air de résistance à l'opéra (France 5 / Emmanuel Roblin) ;
- Albert Camus, le journalisme engagé (France 5, TSR/Joël Calmettes) ;
- Esclaves modernes ( France 2 /T. Punzi, S. Rahmani) ;
- Les mondes du Coton (Arte, TV5/E. Orsenna, Joël Calmettes) ;
- Gérard Garouste,  le passeur (France 5/ Joël Calmettes) ;
- J’habite le français (Planète, Images Plus / Chantal Briet) ;
- Robert Badinter,  la justice et la vie (France 5 / Joël Calmettes) ;
- Une leçon de chant de Teresa Berganza (Mezzo, Image plus / D.L. Brard) ; etc.

Dernière coproduction :
- Les Schubertiades de Bertrand Chamayou Walter Films « Berlin 1885, la ruée sur l’Afrique » ; Arte / RBB / RTBF / TSR ;  docu-fiction de Joël Calmettes sur la Conférence de Berlin, 85 min ; en coproduction avec Looks films et les Films d’Ici. Diffusion le 23 février 2011 sur Arte à 20h40.

## Autres activités
La société développe par ailleurs deux axes complémentaires :
- La production de programmes institutionnels culturels. Partenaires : Karmakom, Fondation Scopus, Les Mercenaires de l'Ambiance, etc.
- L’édition et la production de DVD.

Dernières sorties :
- "Camus, Sartre : une amitié déchirée" Joël Calmettes
- Albert Camus : coffret 3 DVD
- "Vivre avec Camus"Joël Calmettes
- "Albert Camus, le journalisme engagé"Joël Calmettes
- "Gérard Garouste, retour aux sources"Joël Calmettes
- " La danse baroque" proposée par Béatrice Massin
- "Le Maréchalat du Roi Dieu", le premier film de Nathalie Yveline Pontalier
- "Danse Baroque", la danse baroque expliquée par Béatrice Massin.
- Coffret "Athènes", deux films de Fabrice Houlier.
- Coffret "Dominique Bagouet, le grain du temps", trois films de Marie Hélène Rebois.
- "Le botaniste des îles de Robinson Crusoé" de William Leroux et Philippe Danton.
- "Robert Badinter, vers l'abolition universelle de la peine de mort", entretiens avec Joël Calmettes.

Principal distributeur : Arcadès.